# Takeshi Hirayama
Pour les articles homonymes, voir Hirayama.
 (janvier 2023).
Takeshi Hirayama (平山 雄, Hirayama Takeshi, 1er janvier 1923 - 26 octobre 1995) est un épidémiologiste du cancer et un militant antitabac japonais. Il est chef de la division épidémiologie au National Cancer Center à Tokyo de 1965 à 1985. On lui doit la publication de la première étude reliant le tabagisme passif au cancer du poumon, et il a également mené des recherches sur la relation entre certains facteurs alimentaires et le cancer.

## Enfance et éducation
Takeshi Hirayama naît le 1er janvier 1923 à Kyoto, Japon. Lorsqu'il avait trois ans, son père, Tōshi Hirayama, est devenu professeur de chirurgie au Manchuria Medical College, ce qui l'a amené, lui et sa famille, à déménager dans la ville de Harbin en Chine. Hirayama est diplômé du Manchuria Medical College en 1945, et obtient un diplôme en sciences médicales de l'Université de Kyoto en 1951 et un Master of Public Health de l'Université Johns-Hopkins en 1952

## Carrière
En 1946, Takeshi Hirayama s'installe à Tokyo, où il occupe un poste à l'Institut national d'hygiène japonais En 1959, il part à New York pour étudier l'association entre le tabagisme et le cancer du poumon au Memorial Sloan-Kettering Cancer Center. En 1965, il est nommé chef de la division épidémiologie de l'Institut national du cancer (également connu sous le nom de Centre national du cancer) à Tokyo. Il est resté à ce poste jusqu'en 1985. Peu après, il a conçu une grande étude de cohorte de plus de 260 000 sujets, connue sous le nom d'étude de cohorte "six préfectures", qu'il continue à suivre jusqu'à sa retraite. Au cours de sa carrière, il est devenu une figure importante du mouvement anti-tabac et a soutenu de nombreuses activités anti-tabac menées par des organisations non gouvernementales. 

## Recherche

### Fumée secondaire
En 1981, Takeshi Hirayama publie une étude portant sur 265 000 personnes qui a révélé une association entre l'exposition à la fumée secondaire et un risque accru de cancer du poumon,,. Cette étude est décrite comme « l'une des études les plus fréquemment citées dans les procédures réglementaires, les évaluations des risques et les médias » en ce qui concerne le tabagisme passif. Elle est également décrite comme la première étude établissant un lien entre le tabagisme passif et le cancer du poumon chez les non-fumeurs, bien que deux autres études aient été publiées à peu près au même moment avec des résultats similaires. Dans une tentative de discréditer l'étude et de protéger leurs intérêts, l'industrie du tabac décide de produire une étude de son cru, baptisée Étude japonaise sur les conjoints, dans le but de réfuter frauduleusement les conclusions de Hirayama,. De plus, le Tobacco Institute a réagi à l'étude d'Hirayama de 1981 en écrivant une lettre à son supérieur pour critiquer l'étude, tout en sachant que le travail d'Hirayama était absolument correct,. En 1984, Hirayama publie une étude de cohorte portant sur 265 118 adultes dont les conclusions étaient similaires à celles de son étude de 1981, à savoir que les épouses non-fumeuses de maris fumeurs présentaient un risque accru de cancer du poumon et de maladie coronarienne,.

### Régime alimentaire et cancer
Takeshi Hirayama a également étudié la relation entre la consommation de légumes verts et jaunes et la diminution du risque de certains cancers,,. Il a également publié un certain nombre d'études liant une consommation accrue de viande, d'œufs, de beurre et de fromage à un risque accru de cancer du sein.

## Honneurs et récompenses
En 1988 et 1993, Takeshi Hirayama reçoit la médaille commémorative de l'OMS sur le tabac ou la santé. En 1989, il reçoit le prix Ramazzini du Collegium Ramazzini « pour ses contributions à la connaissance du rôle du mode de vie dans la genèse du cancer ».

## Vie personnelle
Takeshi Hirayama avait pour passe-temps la peinture et le dessin. Il est décédé le 26 octobre 1995. Il laisse derrière lui sa femme, Yukiko, et leurs deux fils.